# Phallodriloides pinnulatus
Phallodriloides pinnulatus is een ringworm uit de familie van de Naididae. De wetenschappelijke naam van de soort is voor het eerst geldig gepubliceerd in 1992 door Erséus.